# Louis von Kohl
Louis Henri von Kohl, född den 14 december 1882 i Köpenhamn, död den 11 oktober 1962, var en dansk författare, förläggare och filmregissör. Han var bror till Aage von Kohl.
1911-12 medverkade Louis von Kohl som regissör och manusförfattare i fyra filmer: Privatsekretæren (1911, manus), Taifun (1911, manus och regi), Morfinisten (1911, regissör) och Pigen fra det mørke København (1912, manus och regi).
Kohl var redaktör för olika tidskrifter från 1914, och ägnade sig åt germansk och ostasiatisk filologi, kultur och diktning, dels som översättare, dels i självständiga historiska verk såsom om Friedrich Nietzsche, Yuan Shikai, Stor-Japan med mera.
Efter att från 1919 varit bosatt i Tyskland återvände han till Danmark 1938. Sommaren 1939 till mars 1940 ledde Kohl den danska säkerhetspolisens civilavdelning, men avskedades därefter av justitieminister Svend Unmack Larsen. Justitieminister E. Thune Jacobsen anställde på hösten 1940 Kohl som kontaktperson mellan den danska regeringen och den tyska ockupationsmakten, en post han innehade fram till 1944.
I samband med att Fædrelandet upphörde att vara officiellt partiorgan för DNSAP, insatte Werner Best för en kort tid von Kohl som "kommissionär" i redaktionen. Efter kriget dömdes von Kohl 1949 till ett års fängelse för sitt arbete till stöd för den tyska ockupationsmakten, men frikändes efter överklagande året därpå.